# Ola (temperatura)
Para otros usos, véase Ola (desambiguación)
En Meteorología, una ola es un fenómeno atmosférico que, al propagarse, determina un cambio repentino de la temperatura de una región geográfica. 
Una ola de calor se manifiesta por una subida brusca de la temperatura que alcanza valores anormalmente elevados. Puede deberse a la llegada de vientos ecuatoriales, pero la mayoría de las veces es la consecuencia del estancamiento en la región considerada, de un núcleo de bajas presiones. 
La ola de frío (a veces también llamada "ola polar"), por el contrario, es el repentino e intenso descenso de la temperatura, cuya variación puede llegar a ser de 20 a 30°C en 24 horas. Puede propagarse con extraordinaria rapidez y atravesar todo un continente en dos días. Su causa suele residir en un centro de altas presiones situadas a proximidad de una depresión. Muchas veces se debe a un anticiclón que baja rápidamente de las regiones polares.